# ロッシュコ数
ロッシュコ数（ロッシュコすう）とは、流体力学の無次元数の一つ。以下の公式で求められる。
{\displaystyle Ro={\frac {fd^{2}}{\nu }}}
ただし、{\displaystyle Ro}はロッシュコ数、{\displaystyle f}は振動流の振動数、{\displaystyle d}は流体が流れる筒の半径、{\displaystyle \nu }は流体の動粘性率を表す。ロッシュコ数とリーノルド数の関係を調べることで、流体が筒を通過する際に発生する振動流について理解することができる。